# Fiat 130
Fiat 130 – samochód osobowy klasy średniej-wyższej produkowany przez włoski koncern motoryzacyjny FIAT w latach 1969–1977. Największa i najbardziej luksusowa limuzyna w dziejach marki.

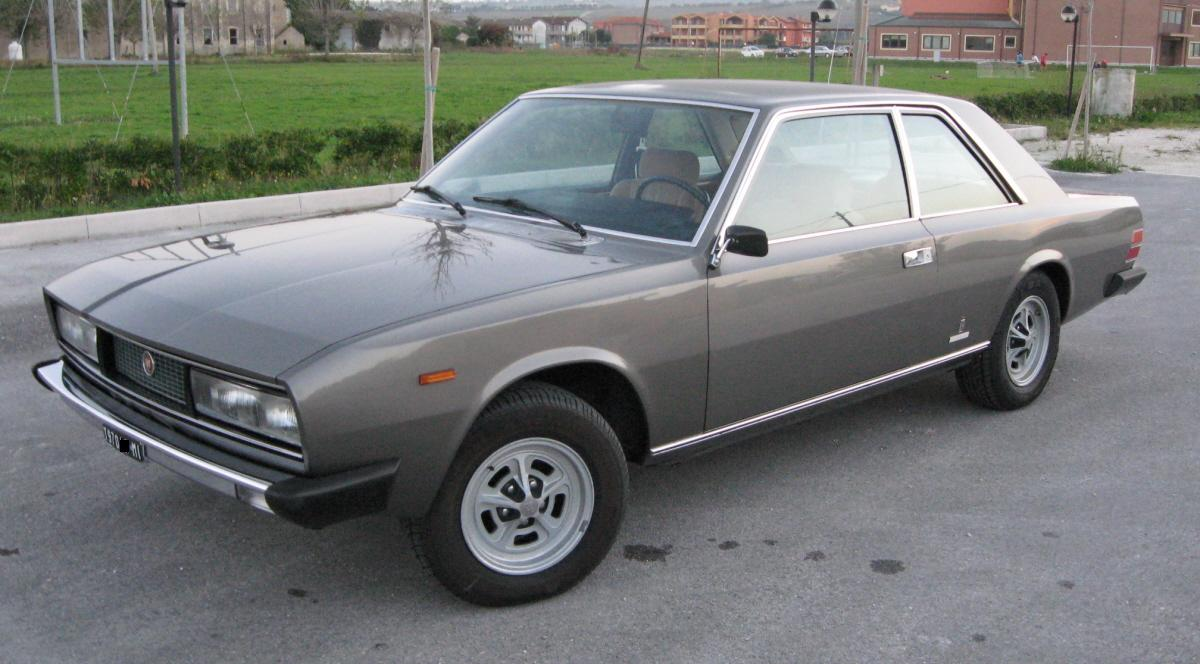
Fiat 130 coupé

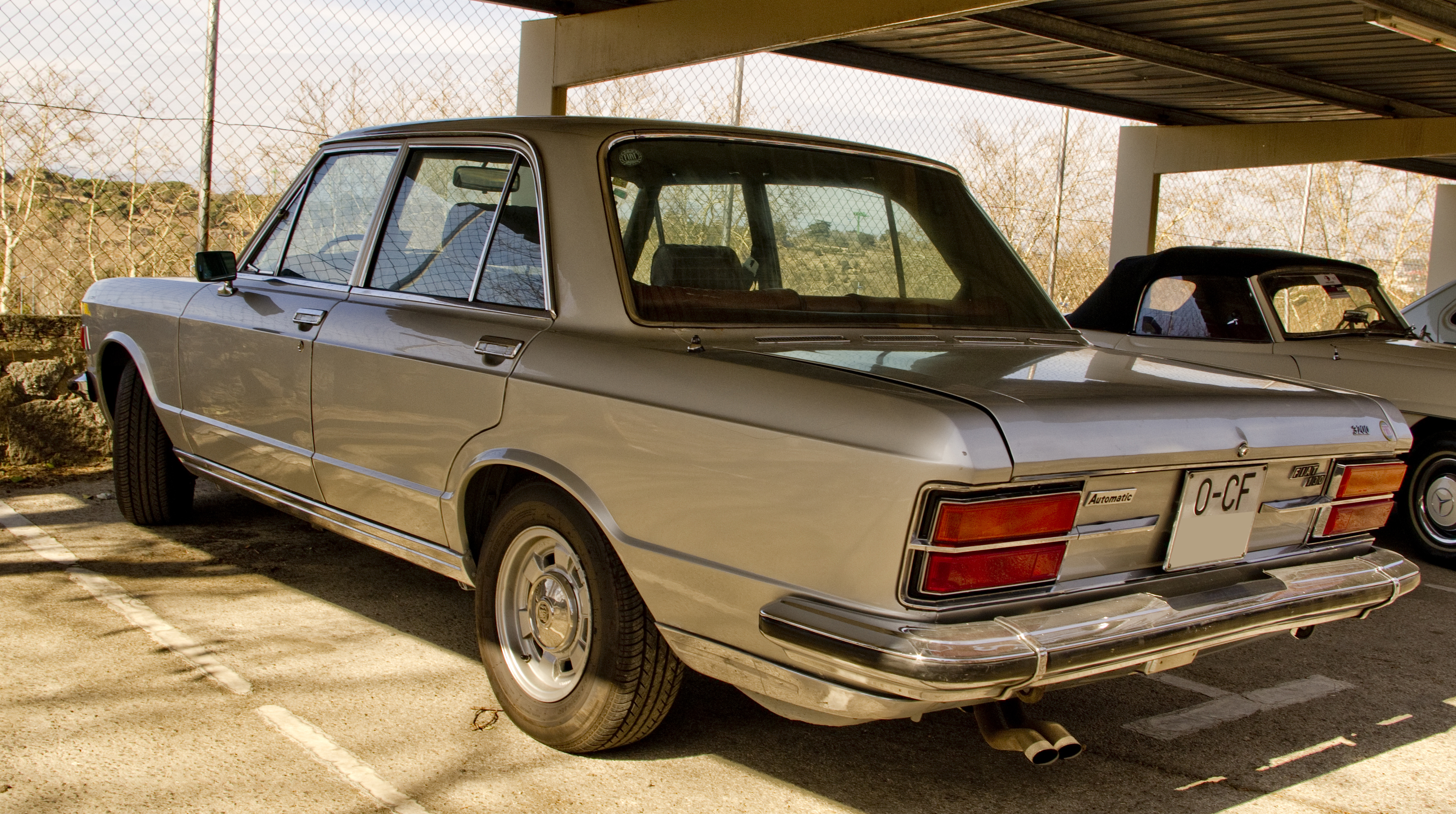
Fiat 130 sedan - tył

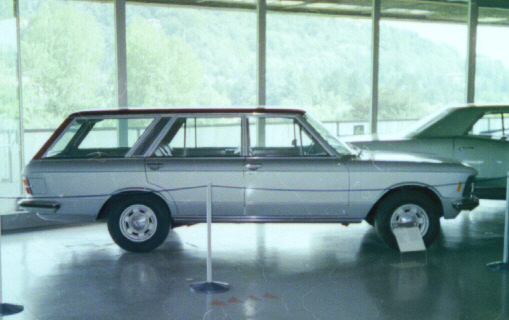
Fiat 130 kombi - prototyp

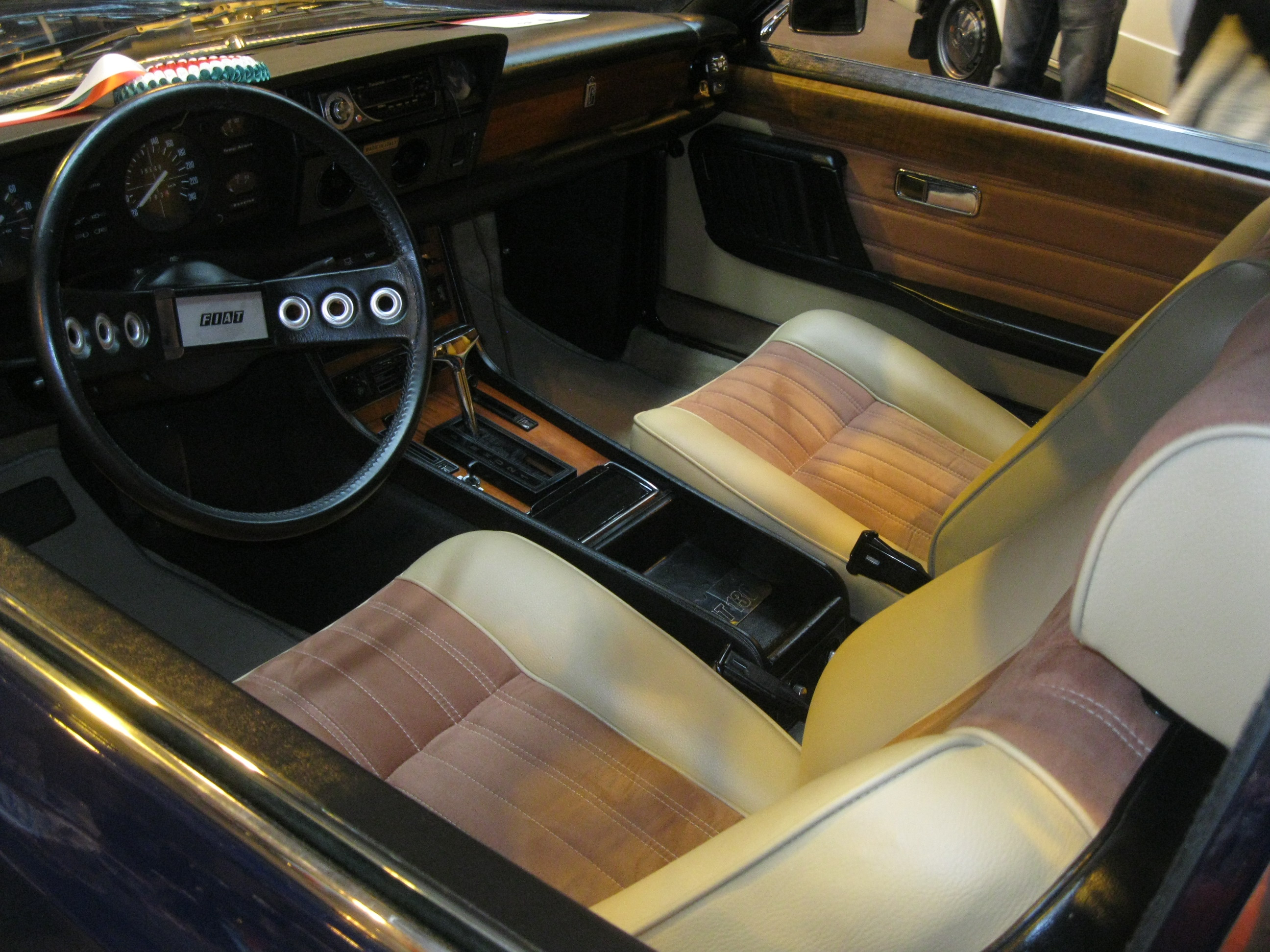
Fiat 130 coupé - wnętrze

## Historia i opis pojazdu
Samochód został po raz pierwszy zaprezentowany podczas targów motoryzacyjnych w Genewie w marcu 1969 roku jako następca modelu 2300. Pojazd został zaprojektowany przez legendarnego konstruktora Dantego Giacosa. Silnik pojazdu zbudowany został przez Aurelio Lamprediego. Giacosa, projektując pojazd, powiększył w każdą stronę karoserię modelu 125, która opatrzona została dużą liczbą chromowanych elementów. 
Początkowo auto napędzane było jednostką benzynową zbudowaną w układzie V6 o pojemności 2.9 l i mocy 140 KM, która zwiększona została następnie do 162 KM. Standardowo moc pojazdu na koła przenoszona była za pomocą automatycznej skrzyni biegów. Opcjonalnie pojazd wyposażyć można było w 5-biegową manualną skrzynię biegów. 
W 1971 roku przeprowadzono face lifting wersji sedan pojazdu, przy którego okazji zwiększono pojemność silnika do 3,2 l i moc 167 KM. W 1971 roku zaprezentowano także wersję coupé pojazdu, która zaprojektowana została przez pracującego dla Pininfariny projektanta Paolo Martina. Auto otrzymało zupełnie nowe nadwozie, którego znakiem rozpoznawczym zostały prostokątne lampy przednich świateł. Pojazd wyposażony został także w nowe, eleganckie wnętrze.
W 1974 roku podczas targów motoryzacyjnych w Genewie zaprezentowano prototyp 2-drzwiowej wersji kombi (Shooting Brake). Stylistycznie nawiązuje on do wersji coupé. Różni się jedynie tylną częścią pojazdu.
Z powodu zbyt niskiego popytu produkcje pojazdu zakończono w 1977 roku po wyprodukowaniu 15 093 egzemplarzy pojazdu w wersji sedan oraz ponad 4 tysięcy egzemplarzy modelu coupé. Nie udało się wdrożyć do produkcji prototypowego modelu 130 Maremma, czyli 2-drzwiowego kombi, a także 5-drzwiowego kombi oraz najbardziej ekskluzywnej wersji Opera.
Fiatami 130 jeździli m.in. członkowie rządu włoskiego, ambasadorowie, a także ważni pracownicy koncernu Fiat, w tym najważniejszy akcjonariusz i prezes Gianni Agnelli, dla którego specjalnie wyprodukowano egzemplarz z nadwoziem kombi, którego używał do wyjazdów rekreacyjnych. Modelem podróżował także dyrektor naczelny FSO Jerzy Bielecki. Specjalnie zmodernizowany, przedłużony i podwyższony Fiat 130 wykonany w 1972 roku przez firmę Carrozzeria Fissore służył na niektórych etapach pierwszej do Polski pielgrzymki papieża Jana Pawła II w 1979 roku. We wnętrzu pojazdu zamiast tylnej kanapy zastosowany został pojedynczy fotel dla papieża, nad którym specjalnie przerobiony dach był rozsuwany. Jedyny egzemplarz pojazdu można obejrzeć w Muzeum Papieskim Zakonu Franciszkanów w Niepokalanowie. Maksymalnie do kilkunastu sztuk fiatów 130 zostało zmontowanych w zakresie montażu końcowego w Polsce w FSO jako Fiat 130p; zostały one przeznaczone dla rządu i instytucji państwowych.

### Silniki
| Wersja             | Silnik:                   | Układ zasilania:   | Średnica × skok tłoka: | St. sprężania:     | Moc maksymalna:                    | Maks. moment obrotowy      | 0-100 km/h:        | V-max:             |
| Silniki benzynowe: | Silniki benzynowe:        | Silniki benzynowe: | Silniki benzynowe:     | Silniki benzynowe: | Silniki benzynowe:                 | Silniki benzynowe:         | Silniki benzynowe: | Silniki benzynowe: |
| ------------------ | ------------------------- | ------------------ | ---------------------- | ------------------ | ---------------------------------- | -------------------------- | ------------------ | ------------------ |
| 2800               | V6 2,9 l (2866 cm³), SOHC | gaźnik             | 96,00 mm × 66,00 mm    | 8,3:1              | 162 KM (119 kW) przy 5800 obr./min | 218 N•m przy 3400 obr./min | b/d                | 180 km/h           |
| 3200               | V6 3,2 l (3235 cm³), SOHC | gaźnik             | 102,00 mm × 66,00 mm   | 9,0:1              | 170 KM (123 kW) przy 5600 obr./min | 249 N•m przy 3400 obr./min | b/d                | 190 km/h           |

### Wyposażenie
Standardowe wyposażenie pojazdu obejmowało m.in. dwupłaszczyznową regulację koła kierownicy, fotel kierowcy regulowany na wysokość, ogrzewaną tylną szybę oraz 4 hamulce tarczowe.